# Nesquik
Nesquik je aroma koja se dodaje u mlijeko, razvijena je 1948. i predstavljena kao Nestlé Quik. Prvi put ga viđamo kao nesquik u Europi 1950., a zatim i u SAD-u, Kanadi, Meksiku i Australiji. 

## Produkti
Prah
- Nestlé Quik (Nesquik) čokolada u prahu je uvedena 1948.
- Nestlé Quik (Nesquik) jagoda je uvedena prije 1970.
- Nestlé Quik (Nesquik) vanilija u prahu je uveden u 1979.
- Nestlé Quik (Nesquik) čokolada bez šećera je uvedena 1993. Ovaj proizvod sadrži umjetno sladilo (sucralose)

Sirup
- Nestlé Quik (Nesquik) čokoladni sirup je uveden 1981.
- Nestlé Quik (Nesquik) sirup od jagode je dodan 1989.